# Бёррис, Роберт Харза
Роберт Харза Бёррис (англ. Robert Harza Burris; 13 апреля 1914, Брукингс, Южная Дакота — 11 мая 2010) — американский биохимик, специалист по азотофиксации.
Профессор Висконсинского университета в Мадисоне, член НАН США (1961). Лауреат премии Вольфа в области сельского хозяйства (1985). Удостоен Национальной научной медали США (1979).

## Биография
Окончил Университет штата Южная Дакота (бакалавр химии, 1936). Степень доктора философии получил в 1940 году в Висконсинском университете в Мадисоне. В качестве постдока работал с Г. Юри в Колумбийском университете. Впоследствии стал профессором на кафедре биохимии Висконсинского университета в Мадисоне, в котором работал с 1948 года, заведовал ею в 1958—1970 годах. С 1984 года в отставке. Подготовил более 70 аспирантов (PhD).
Член НАН США (1961), Американской академии искусств и наук (1975) и Американского философского общества (1979). Он также является лауреатом премии Джона Карти НАН США (1984).